# Гусиные бои

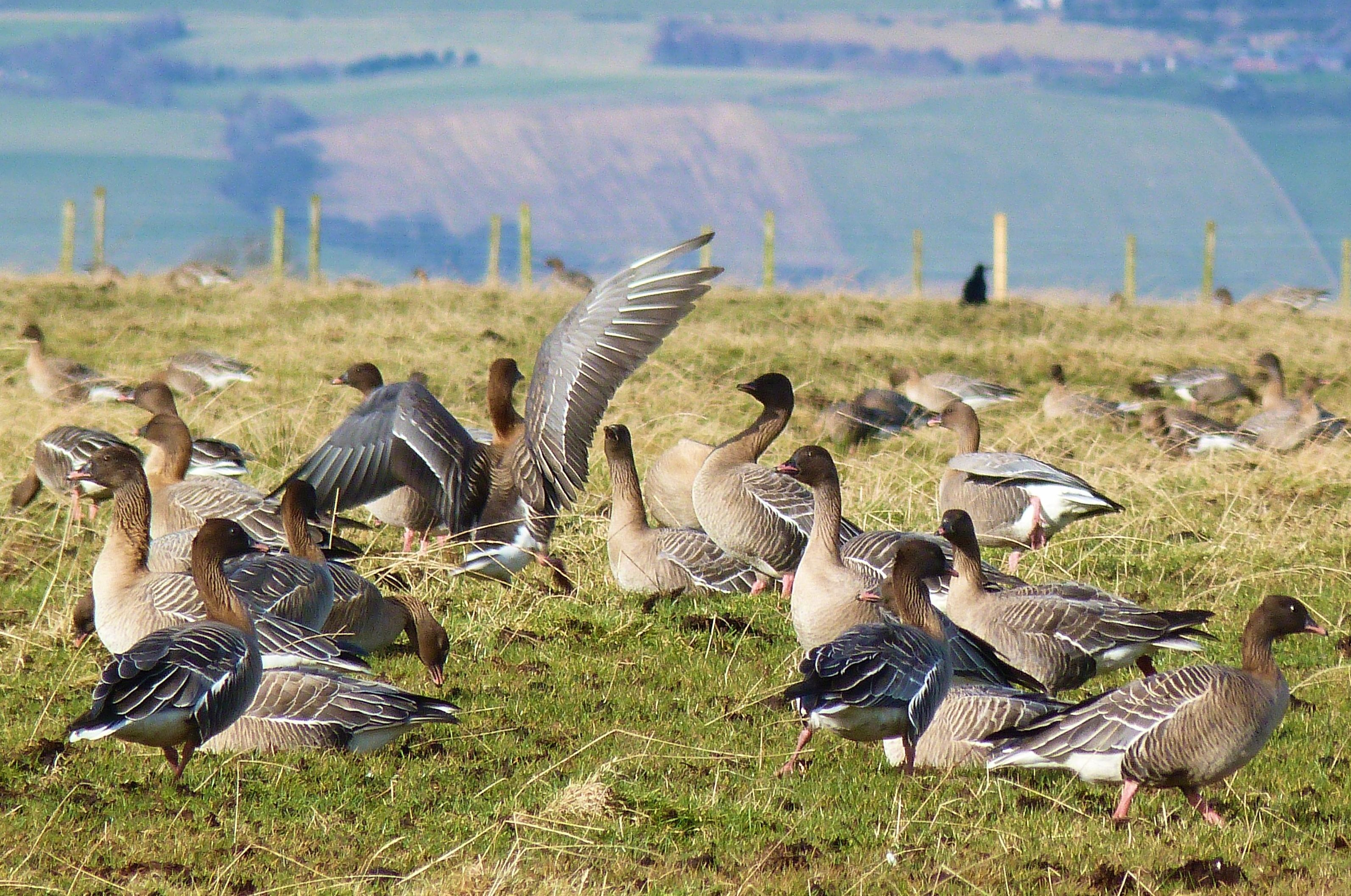
«Спор» за гусыню

Гуси́ные бои́ — почти исчезнувшая забава, которая была некогда весьма популярна на Руси наряду с боями петушиными.
Преимущественно их проводили в феврале и марте, когда снег рыхлый и мягкий. В XVIII—XIX вв. чаще всего использовали две наиболее агрессивные породы гусей — арзамасских бойцов и охотницких бойцов.
При каждом гусаке содержали по две гусыни, которые должны быть задорными подстрекательницами, без чего гусак или вовсе не вступит в бой, или же скоро «отстранит» себя. Травля гусей происходила следующим образом: сперва с той и другой стороны выпускают гусынь и, как только они начнут задорно кричать, тотчас же пускают гусаков, которые от подстрекательства гусынь быстро сходятся, сгибают шеи и, ощетинив шейное перо, расставляют крылья, берутся за попортки (охотничье техническое название кости от маслока до груди) и обгладывают на них друг у друга перо и пух до кости. Бой продолжается обыкновенно около часа и, как правило, оканчивается бегством одной из сторон.
Гусиные бои — азартный вид спорта, в котором наблюдатели делали ставки на победу одного из гусей (порой весьма значительные).
По настоянию Общества покровительства животным, признавшего бои «безнравственною и жестокосердною забавою», они были запрещены в Российской империи.
В XXI веке подобные бои хоть и значительно реже, но проводятся. В частности, ранее их можно было ежегодно наблюдать в Тульской области в посёлке Дубна, в Павловском районе Нижегородской области в городе Павлово, а также во Владимирской области. Однако с декабря 2018 года в России натравливание животных друг на друга находится вне закона.